# Кажгалиев, Тлес Шамгонович
Тлес Шамгонович Кажгалиев (1949, Алма-Ата — 1996, Алма-Ата) — казахстанский композитор. Сын дирижёра Шамгона Кажгалиева. Происходит из рода толенгит.

## Биография
Окончил Московскую Государственную консерваторию им. Чайковского, по классу композиции, у профессора М. И. Чулаки.
Ученик Еркегали Рахмадиева. Работал секретарём Союза Композиторов Казахстана.
Автор музыки к фильмам «Боярышник» (1981) «У кромки поля» (1982), «Человеческий фактор» (1984), «Потерпевшие претензий не имеют» (1986), «Мой дом на зелёных холмах».
Автор музыки с спектаклю Государственного Русского ТЮЗа Казахстана (Алма-Ата) «Двое в степи» по Эммануилу Казакевичу (инсценировка и постановка режиссёра, заслуженного деятеля искусств России и Казахстана Бориса Преображенского). Песни Тлеса Кажгалиева исполнялись в телевизионных концертах «Песни Года» на Центральном телевидении.
Оркестровые сочинения Кажгалиева исполняются в разных странах мира. Королевский филармонический оркестр Лондона под управлением Мариуса Стравинского включил пьесу Кажгалиева «Кыз куу» в программу концерта к 16-летию независимости Казахстана 9 декабря 2007. По мнению британского рецензента, пьеса «полна красок и энергии, прекрасных, почти зримых звуков, будоражущих воображение, заставляя представлять группу молодых всадников, вольно скачущих через выметенную ветром бескрайнюю степь».
«Концертштюк» Кажгалиева, как полагает рецензент Los Angeles Times, — «превосходная пьеса для начала концерта, короткое искромётное скерцо, наперченное мимолётными отсылками к Шостаковичу».
Творческое наследие Тлеса Кажгалиева, получившего блестящее образование в Московской консерватории обогатило казахскую профессиональную музыку и по праву является визитной карточкой национальной симфонической и камерной музыки, исполняемой в странах Европы и Америки, где она неизменно вызывает интерес и высокую оценку западных слушателей, привыкших всегда считать, что Казахстан может лишь удивить «экзотическим» фольклором или исполнением всемирно известной классической музыки.
Сочинения Кажгалиева «Концертштюк», сюита из балета «Степная легенда», концерты для фортепиано с оркестром, альта с оркестром, двойной концерт для скрипки, флейты и камерного оркестра и многие другие вошли в антологию казахской музыкальной культуры и в репертуар таких коллективов как Государственный симфонический оркестр РК, Государственные камерные оркестры «Академия солистов», «Камерата Казахстана», Молодёжный симфонический оркестр Государственной консерватории им. Курмангазы и др. и исполнялись в Москве, Санкт-Петербурге, Берлине, Лондоне, Нью-Йорке (Карнеги-холл), в Австрии, Норвегии, Франции, Бельгии, Нидерландах и других странах мира, причем нередко в исполнении зарубежных музыкальных коллективов.
Скончался в 1996 году, похоронен на Кенсайском кладбище Алматы.